# Балтимор-Холдинг
«Балтимор-Холдинг» — российский производитель соусов, паст и других продуктов переработки овощей. По состоянию на 2000 и 2009 год, являлся крупнейшим производителем кетчупов в России с долей на рынке около 50%.

## История
Компания «Балтимор» основана в 1995 году в Санкт-Петербурге. Название компании напрямую связано с географическим расположением города-родителя, омываемого водами Балтики . Первая производственная площадка была открыта на небольшом реконструированном заводе.
Региональный рост компании «Балтимор» начался в 1997 году с открытия производства в Москве. За этим последовало открытие предприятий в Хабаровске (1999), в Краснодаре и Узбекистане (2000). В 2000 году «Балтимор» стал вертикально интегрированной холдинговой компанией. Вертикальная интеграция была шагом для обеспечения низкой себестоимости и высокого качества сырья для производственных предприятий компании. Компания имеет торговые представительства во всех крупных городах России и в Киеве.
Раскрутке бренда помогла реклама в популярной телепередаче «Городок».
Долгое время бренд «Балтимор» был исключительно «томатным». С марта 2004 года компания уходит от «томатного образа» и строит новый «овощной» облик. Происходит репозиционирование бренда, после чего Балтимор становится «овощной компанией» с емким и значительным слоганом «Балтимор — овощная культура». Так начинается производство новой продукции, основанной на использовании свежих и натуральных овощей.
От переработки томатов «Балтимор» перешёл к переработке огурцов, тыквы, перца, кабачков, свеклы, капусты и др. (выращенных на собственных полях в Краснодарском крае) для изготовления консервированных овощей, салатов и закусок, овощных соков и нектаров.
В 2004 году проведена реструктуризация деятельности холдинга: введена производственная специализация региональных предприятий — кетчуп и соки производятся в Петербурге, майонез, горчица — в Москве, овощные закуски, консервация, соусы в Краснодаре. Хабаровск производит кетчупы и майонез в целях обеспечения радиуса экономической эффективности.
В начале 2008 года компания объявила, что готовит частное размещение 10-25 % своих акций.
До 2009 года ЗАО «Балтимор-Холдинг» принадлежало основателю Алексею Антипову (70,01 %), гендиректору Миладе Гудковой (15 %) и гражданину Польши Мареку Гетке (14,99 %).
В первой половине 2009 года компания Unilever (ООО «Юнилевер Русь») приобрела у «Балтимор-Холдинг» бизнес по производству кетчупов, майонезов и томатной пасты под торговыми марками «Балтимор», Pomo d’Oro и «Восточный Гурман» с годовым оборотом порядка €70 млн, а также производственные мощности в Колпино.
В 2012 году Unilever закрыла фабрику в Колпино и перенесла производство соусов под брендом «Балтимор» в Тульскую область.
В 2013 году обанкротился завод «Балтимор-Краснодар», который остался у Алексея Антипова и его партнёров после продажи «Балтимор-холдинга».
В 2021 году Unilever продала бренд «Балтимор» пищевому холдингу «КДВ-групп».

## Показатели деятельности
Выручка в 2008 году — примерно 9 млрд руб., более половины приходится на сегмент соусов.

## Награды компании
- 1999 г., 2000 г., 2001 г., 2002 г., 2003 г., 2004 г., 2005 г. — «Балтимор» — победитель премии «Товар Года»
- 2001 г. и 2004 г. — победитель номинации «Народная Марка»
- 2002 г. — победитель конкурса «Марка доверия»
- 2004 г. и 2006 г. — Бренд Года/EFFIE («8 Овощей» в номинации Новое имя и консервированные горошек и кукуруза в категории Продовольственные товары)
- 2004 г. и 2006 г. — Супербренд
- 2007 г. — икра Овощная и икра Кабачковая победили во всероссийском конкурсе «100 Лучших Товаров России»
- 2007 г. — бренд «Балтимор» вошёл в рейтинг 50-ти самых известных российских брендов по версии журнала The Forbes
- 2007 г. — кетчуп «Балтимор» — победитель республиканского конкурса «Продукт года 2007» (Беларусь)